# Козьмодемьяновка (Белгородская область)
Козьмодемья́новка — село в Шебекинском районе Белгородской области, входит в состав Белянского сельского поселения.

## География
Село располагается на юге Белгородской области на берегу реки Нежеголь. До границы с Украиной около 10 километров, до райцентра Шебекино — 18 километров.

## История
Село впервые упоминается в писцовых книгах за 1669 год. Изначально Козьмодемьяновка была названа в честь полковника Козьмы Борисовича Неклюдова, купившего эти земли в 1710 году и заселившего их крепостными крестьянами из родовых имений своего отца в Пензенской губернии. Спустя время в селе была построена церковь во имя Святых Бессребреников Космы и Дамиана, от которой и пошло нынешнее название — Козьмодемьяновки.
В 1900-х годах в селе насчитывалось 1151 человек, обработка земли велась без каких либо сельскохозяйственных правил поэтому урожаи были низкими, крестьяне разорялись и искали новый способ заработка: им приходилось уходить в шахты или становиться батраками.
В 1930 году был организован колхоз «Победа». В 1941 году многие ушли на фронт, а сразу после войны в селе стали готовиться к весеннему севу: по дворам собирали навоз, помёт, а так как многие хаты были сожжены или развалены, то людям приходилось рыть землянки. С 1947 года в школе велись самодельные дневники, поэтому успеваемость в школе была одной из лучших в районе, а в 1964 году на средства колхоза было построено новое здание школы. Со временем колхоз Победа объединился в колхоз «Ленинский путь». Благодаря колхозу Ленинский путь в селе появилась животноводческая ферма, небольшой свинарник, конюшня, а в середине 1980-х годов в селе появилась ещё новая молочная ферма, детский сад, выстроена целая улица домов за счёт колхоза.

## Население
| 2002 | 2010 |
| ---- | ---- |
| 339  | ↗365 |

## Социальная сфера
- Козьмодемьяноская основная общеобразовательная школа[3]
- Библиотека
- Клуб
- Фельдшерско-акушерский пункт[4]

## Топографические карты
- Лист карты M-37-XIV Волоконовка. Масштаб: 1 : 200 000. Состояние местности на 1981-84 год. Издание 1986 г.
- Лист карты M-37-51 Большетроицкое. Масштаб: 1 : 100 000. Состояние местности на 1989 год. Издание 1994 г.